# 1326

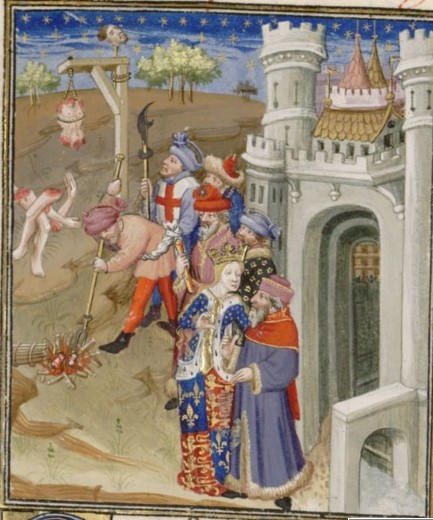
Het lichaam van Hugh le Despenser wordt verminkt na zijn executie

Het jaar 1326 is het 26e jaar in de 14e eeuw volgens de christelijke jaartelling.

## Gebeurtenissen
februari
- 18 - Na bemiddeling door koning Karel IV laten de Vlaamse opstandelingen (zie Opstand van Kust-Vlaanderen) de door hen in Kortrijk gevangen gehouden graaf Lodewijk I vrij.

april
- 6 - Einde van het Beleg van Bursa: Na een beleg van 6 tot 9 jaar valt de Byzantijnse stad Bursa voor de Ottomanen.
- 19 - Vrede van Arques: Mislukte poging de vrede in Vlaanderen na de Opstand van Kust-Vlaanderen te herstellen.

juni
- 3 - Verdrag van Novgorod: Noorwegen en Novgorod spreken af welke Saami aan welk land belastingplichtig zijn.
- 28 - De Strijd om Bredevoort komt tot een einde met een regeling waarbij Reinoud II van Gelre tegen een vergoeding van 3500 mark de heerlijkheid Bermentfelde aan de bisschop van Münster teruggeeft, terwijl Reinoud het kasteel Bredevoort krijgt. Omdat de bisschop het geld voor de compensatie niet heeft, verpandt hij Winterswijk, Aalten, Dinxperlo en Bredevoort aan de graaf.

oktober
- 21 - De voormalige graaf van Gelre Reinoud I wordt begraven in het cisterciënzerklooster Graefenthal, in 1248 gesticht door zijn grootvader Otto II.
- 27 - Koning Eduards gunsteling Hugh le Despenser wordt wegens hoogverraad ter dood gebracht.
- oktober - De latere keizer Andronikos III Palaiologos trouwt met Anna van Savoye.

november
- november - Koning Eduard II van Engeland wordt gevangen genomen door zijn vrouw Isabella van Frankrijk en dier minnaar Roger Mortimer.

zonder datum
- Keizer Go-Daigo van Japan weigert te voldoen aan de wens van de Hojo om af te treden ten gunste van een telg uit een andere tak van de keizerlijke familie.
- Verdrag van Corbeil: De Auld Alliance tussen Frankrijk en Schotland wordt bevestigd.
- Peter van Dusburg schrijft de Chronicon terrae Prussiae, een beschrijving van de geschiedenis van de Duitse Orde en een belangrijke bron voor onze kennis over de Pruisen.
- Alfons XI van Castilië laat zijn huwelijk met Constance Manuel van Peñafiel ontbinden.
- oudst bekende vermelding: Belfeld, Berkenwoude, Gelselaar, Hoogvliet (26 mei), Podgorica

## Kunst en literatuur
- Begin van de bouw van de voorloper van de Kathedraal van de Ontslapenis van de Moeder Gods in Moskou.
- Jean Pucelle voltooit het Belleville-breviarium. (jaartal bij benadering)

## Opvolging
- kanaat van Chagatai - Kebek opgevolgd door Eljigidey opgevolgd door Duwa Temür opgevolgd door Tarmahirin
- Denemarken - Christoffel II opgevolgd door Waldemar V van Sleeswijk onder voogdijschap van diens oom Gerard II van Holstein
- Ferrara - Aldobrandino II d'Este opgevolgd door zijn zoon Obizzo III d'Este
- Gelre - Reinoud I opgevolgd door zijn zoon Reinoud II (die al enkele jaren de feitelijke macht heeft)
- Ottomanen - Osman I opgevolgd door zijn zoon Orhan I
- Pommeren-Wolgast - Wartislaw IV opgevolgd door zijn zoons Bogislaw V, Wartislaw V en Barnim VI
- Schweidnitz - Bernard II opgevolgd door zijn zoons Bolko II en Hendrik II
- Sleeswijk - Waldemar V opgevolgd door zijn oom Gerard II van Holstein

## Afbeeldingen

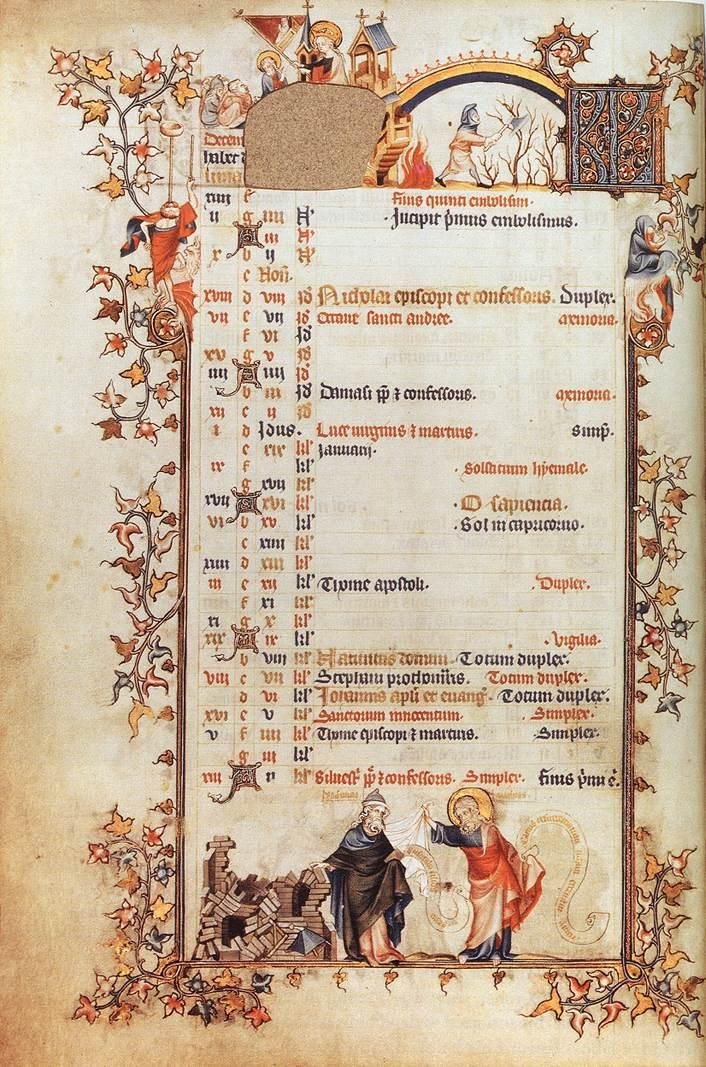
pagina uit het Belleville-breviarium
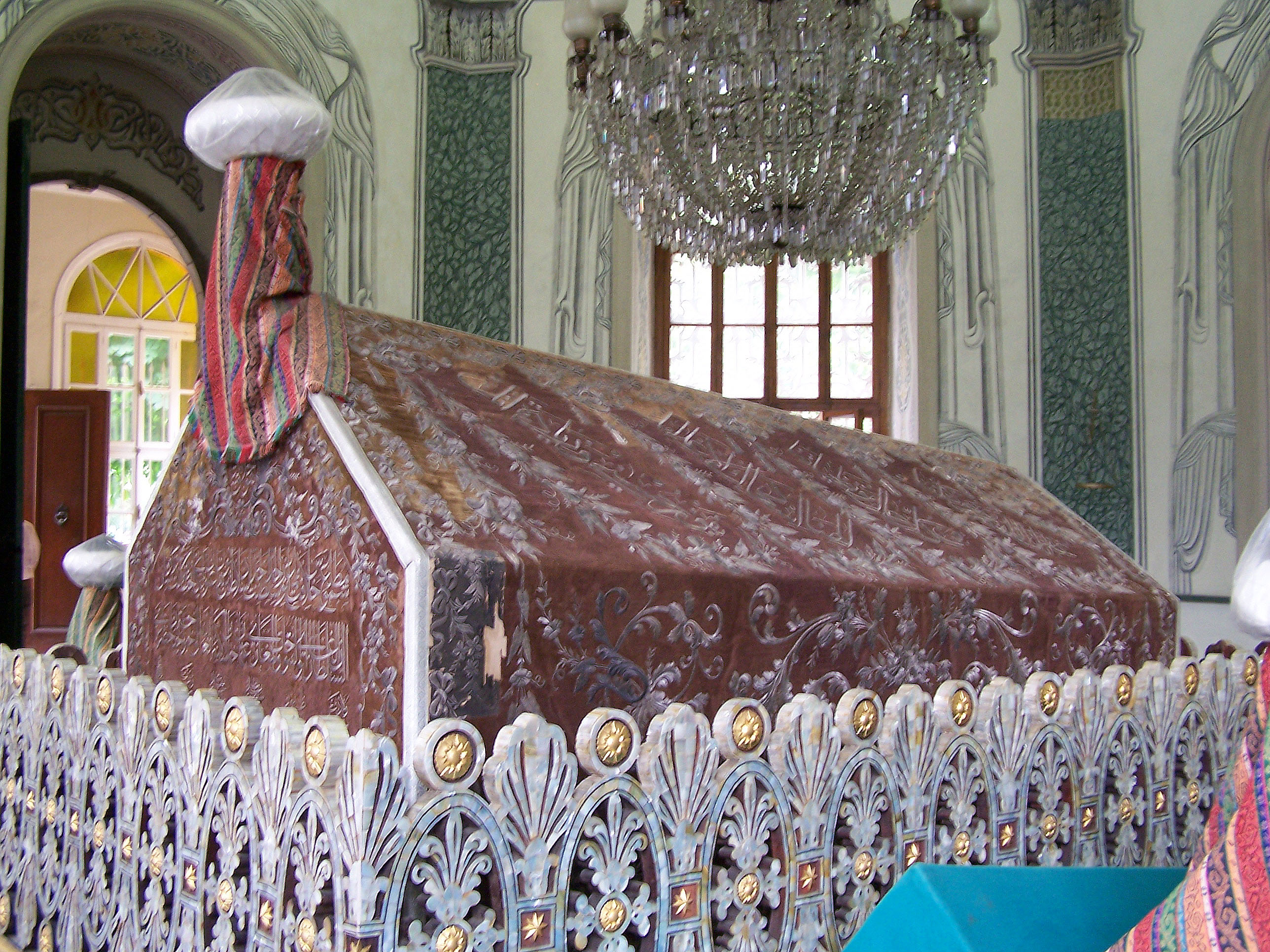
graftombe van Osman I

## Geboren
- 5 maart - Lodewijk I, koning van Hongarije (1342-1382) en Polen (1370-1382)
- 30 maart - Ivan II, grootvorst van Moskou (1353-1359)
- 15 september - Yolande van Dampierre, Vlaams edelvrouw
- Charles de La Cerda, Frans edelman (jaartal bij benadering)
- Filips van Leiden, Nederlands jurist (jaartal bij benadering)
- Manuel Kantakouzenos, despoot van Morea (1348-1380) (jaartal bij benadering)
- Murat I, sultan van het Ottomaanse Rijk (1362-1389) (jaartal bij benadering)

## Overleden
- 28 februari - Leopold I van Oostenrijk (35), Duits edelman
- 29 april - Blanca van Bourgondië (~31), echtgenote van Karel IV van Frankrijk
- 6 mei - Bernard II van Schweidnitz (~34), Pools edelman
- 1 augustus - Wartislaw IV, hertog van Pommeren-Wolgast
- 9 oktober - Reinoud I (~71), graaf van Gelre (1271-1326)
- 27 oktober - Hugh le Despenser (65), Engels edele en staatsman
- 25 november - Koreyasu (62), shogun van Japan (1266-1289)
- Aldobrandino II d'Este, heer van Ferrara (1308-1326)
- Johan I van Gronsveld, Limburgs edelman
- Osman I (~67), eerste sultan van het Ottomaanse Rijk (1299-1326) (vermoedelijke jaartal)